# 米德韋 (加利福尼亞州阿拉米達縣)
米德韋（英語：Midway）是位於美國加利福尼亞州阿拉米達縣的一個非建制地區。該地的面積和人口皆未知。

## 地理
米德韋的座標為37°42′53″N 121°33′29″W / 37.71472°N 121.55806°W，而該地的平均海拔高度為109米（即358英尺）。